# Josie Hofmann
Josie Elisabeth Hofmann (Gera, 10 december 1996) is een Duits skeeleraar en langebaanschaatsster.
In 2017 behaalde ze een bronzen medaille op de Europese kampioenschappen inline-skaten op het onderdeel marathon. 
In 2020 behaalde ze een gouden medaille op de Wereldbeker voor junioren op de 1500 meter en 3000 meter, en een bronzen medaille op het onderdeel massastart.

## Persoonlijke records[3]
| Afstand    | Tijd    | Datum            | Baan      |
| ---------- | ------- | ---------------- | --------- |
| 500 meter  | 40,73   | 29 februari 2020 | Inzell    |
| 1000 meter | 1.19,88 | 1 maart 2020     | Inzell    |
| 1500 meter | 1.59,04 | 27 oktober 2024  | Inzell    |
| 3000 meter | 4.01,22 | 1 februari 2025  | Milwaukee |
| 5000 meter | 6.58,09 | 24 januari 2025  | Calgary   |

(laatst bijgewerkt: 1 februari 2025)

## Resultaten
| Jaar | EK Allround          | WK Afstanden                                                 |
| ---- | -------------------- | ------------------------------------------------------------ |
| 2023 |                      | 11e 5000m 7e achtervolging                                   |
| 2024 |                      | 12e 5000m 6e achtervolging                                   |
| 2025 | 7e (13e, 7e, 8e, 7e) | 21e 1500m 13e 3000m 8e 5000m 20e massastart 4e achtervolging |

(#, #, #, #) = afstandspositie op allroundtoernooi (500m, 3000m, 1500m, 5000m).